# Canet 66 natation
 (septembre 2013).
Si vous disposez d'ouvrages ou d'articles de référence ou si vous connaissez des sites web de qualité traitant du thème abordé ici, merci de compléter l'article en donnant les références utiles à sa vérifiabilité et en les liant à la section « Notes et références ».
Canet 66 natation est un club français de natation situé à Canet-en-Roussillon.

## Historique
En septembre 1976 est inaugurée la piscine Plein ciel, bassin de 25 mètres situé dans le quartier du port. Un club est créé simultanément, le Natation Canet Roussillon, à l'initiative de l'élue aux sports de l'époque, Arlette Franco. Il devient rapidement l'un des premiers clubs français grâce à son palmarès et à son meeting international. Dominique Camus, fille d'Arlette Franco, est la première membre du club à être qualifiée pour des championnats de France et Mireille Azais la première à obtenir un titre de champion de France dès 1982.
Le complexe sportif Europa avec son bassin olympique est construit en 1988 et le premier meeting international de Canet a lieu cette même année.
En août 2006, Philippe Lucas et son groupe d'entraînement comprenant notamment la championne olympique Laure Manaudou et Esther Baron annoncent leur arrivée au club en provenance du Cercle des nageurs de Melun Val de Seine. 
La collaboration entre le directeur technique et le club prend fin en 2009.
En septembre 2010, Maxime Cornillier arrive du Cercle des nageurs de Marseille accompagné de son groupe dont fait notamment partie Diane Bui-duyet.
En 2017, le club compte environ 900 licenciés. Sa situation et les infrastructures complémentaires le rendent attractif pour de nombreux clubs et fédérations qui y organisent des stages toute l'année. Un meeting y a notamment lieu tous les ans (meeting Arena intégré au circuit du Mare Nostrum), qui fut qualificatif pour les Jeux olympiques d'Athènes et qui l'est également en juin 2012 pour les Jeux de Londres.
Depuis le 2 avril 2011, le Centre de Natation a été rebaptisé Centre Arlette Franco par le maire de Canet-en-Roussillon, Bernard Dupont et le conseil municipal. Désormais le Centre de Natation est composé du Bassin Europa (50m, bassin rénové en 2011) et du Bassin Henri Sérandour (25) inauguré à l'occasion du Mare Nostrum 2009.
En 2013, Canet 66 Natation se situe à la deuxième place, derrière Montpellier, au classement régional des clubs.

## Palmarès
Palmarès sportif du Club :
- Plus de 60 titres de Champions de France Individuels en petit et grand bassins
- De multiples records de France en brasse, en dos et en nage libre dans les années 80, 90 et 2006, 2007, 2008
- 7 Titres de Champion de France Interclubs
- Des sélectionnés Olympiques en 1984, 1988, 1992
- 2 Championnes d'Europe en 2006
- 1 Championne du Monde en 2007

Depuis septembre 2011 :
- 1 titre de Champion de France petit bassin
- 1 qualification aux Championnats d'Europe petit bassin

## Légendes du club
- Thierry Pata
- Alena Alekseeva
- Therese Alshammar
- Esther Baron (2006-2008)
- Frédérick Bousquet (1995-1999)
- Camille Lacourt (2006-2008)
- Laure Manaudou (2006-2007)
- Camelia Potec
- Nicolas Rostoucher (2006-2008)
- Magali Rousseau (2006-2008)
- Franck Schott
- Margaux Fabre
- Analia Pigrée
- Pauline Mahieu